# Kraftwerk (album)

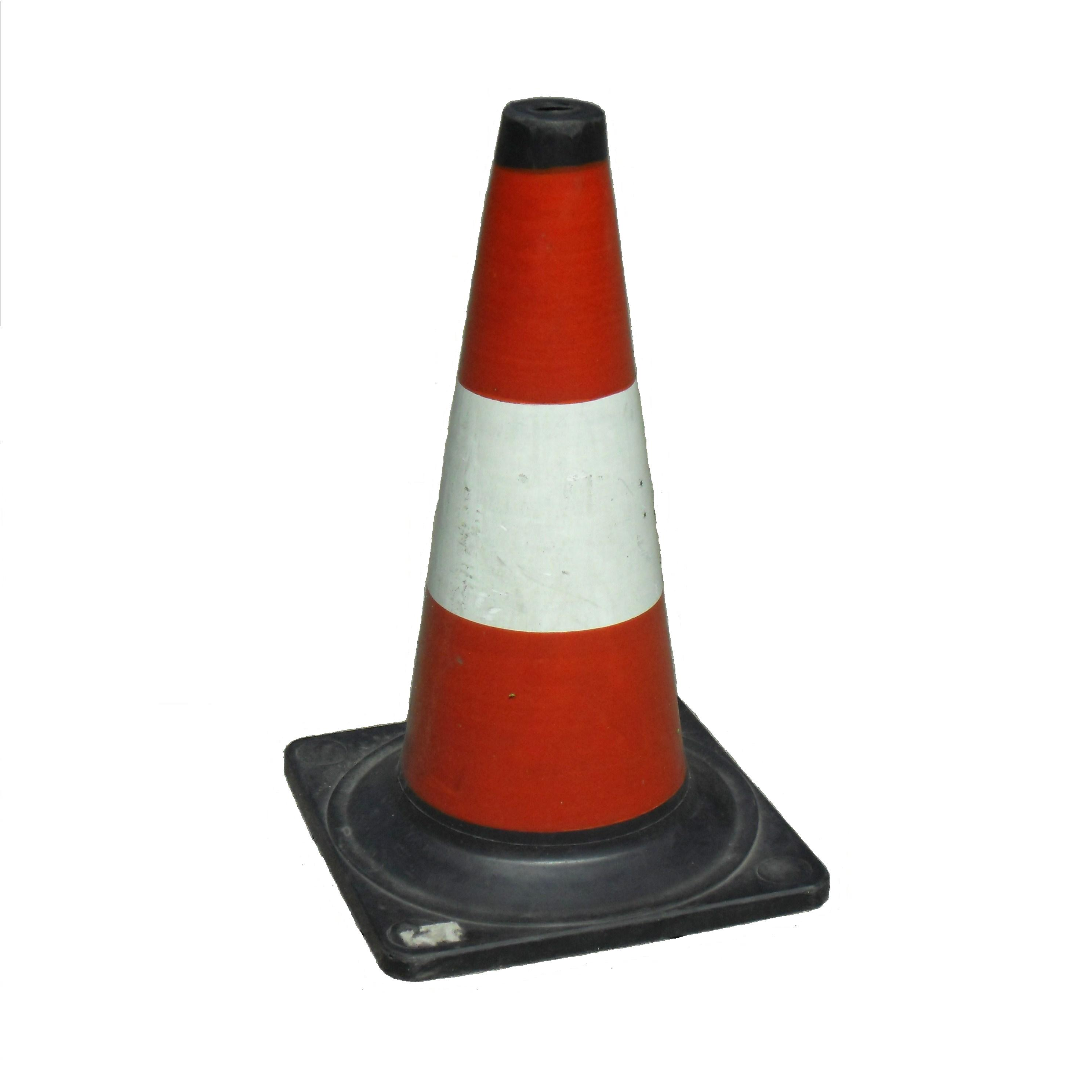
Pachołek drogowy odwzorowany na okładce albumu

Kraftwerk – debiutancki album niemieckiego zespołu Kraftwerk, wydany w 1970 roku.
Płyta była nagrywana latem 1970 roku w składzie: Ralf Hütter, Florian Schneider, Klaus Dinger i Andreas Hohmann, dodatkowo wspomaganym przez producenta Conny'ego Planka i dźwiękowca Klausa Löhmera. Muzyka zawarta na płycie to w całości materiał instrumentalny. Album był średnim sukcesem na niemieckiej liście sprzedaży, nie został jednak nigdy wznowiony ani na płycie kompaktowej, ani w formacie cyfrowym.

## Lista utworów
Strona A
| 1. | „Ruckzuck”     | 7:47  |
|    |                |       |
| 2. | „Stratovarius” | 12:10 |
|    |                |       |
|    |                | 19:57 |
|    |                |       |
Strona B
| 1. | „Megaherz”        | 9:30  |
|    |                   |       |
| 2. | „Vom Himmel hoch” | 10:12 |
|    |                   |       |
|    |                   | 19:42 |
|    |                   |       |

## Pozycje na listach
| Kraj   | Pozycja |
| ------ | ------- |
| Niemcy | 30      |